# Ropica umbrata
Ropica umbrata är en skalbaggsart som beskrevs av J. Linsley Gressitt 1951. Ropica umbrata ingår i släktet Ropica och familjen långhorningar. Inga underarter finns listade i Catalogue of Life.